# Baby Love (chanson)
Pour les articles homonymes, voir Baby Love.
Singles de The Supremes
Where Did Our Love Go
(1964) Come See About Me (en)
(1964)
Baby Love est une chanson américaine de The Supremes. Sortie en 1964 comme single sur le label Motown, elle a été écrite et produite par le trio Holland-Dozier-Holland.

## Caractéristiques
Single le plus vendu des Supremes, elle figure à la 499ème position dans le classement des 500 plus grandes chansons de tous les temps selon Rolling Stone.
En France, le tube a notamment été interprété par la chanteuse Annie Philippe.

## Au cinéma
- 2012 : Tango Libre - bande originale[3]